# طرغول فيتنامي
طرغول فيتنامي (الاسم العلمي:Tragulus versicolor) (بالإنجليزية: Vietnam mouse-deer or silver-backed chevrotain)‏ هو نوع من الحيوانات يتبع جنس الطرغول من الفصيلة الطرغولية.